# تونی دی‌آنجلو
تونی دی‌آنجلو (انگلیسی: Tony D'Angelo؛ زادهٔ ۹ ژوئن ۱۹۹۵) کشتی‌گیر کشتی حرفه‌ای اهل ایالات متحده آمریکا است.